# لانگگونس
لانگگونس (به آلمانی: Langgöns) یک شهر در آلمان است که در گیسن واقع شده‌است. لانگگونس ۱۲٬۱۳۲ نفر جمعیت دارد.